# Navigator Nunatak
Navigator Nunatak är en nunatak i Antarktis. Den ligger i Östantarktis. Nya Zeeland gör anspråk på området. Toppen på Navigator Nunatak är 1 754 meter över havet.
Terrängen runt Navigator Nunatak är varierad. Trakten är obefolkad. Det finns inga samhällen i närheten.